# 香港警方美田邨誤拘智障人士事件
香港警方美田邨誤拘智障人士事件發生於2015年的香港，當天香港警方在新界大圍美田邨錯誤拘捕一名智障人士，被扣留期間須在沒有律師下單獨落口供，更被警方趕在48小時扣押期落案起訴誤殺罪，引起社會對有關智障人士權益、警方處事方式等爭議的風波。

## 事件經過

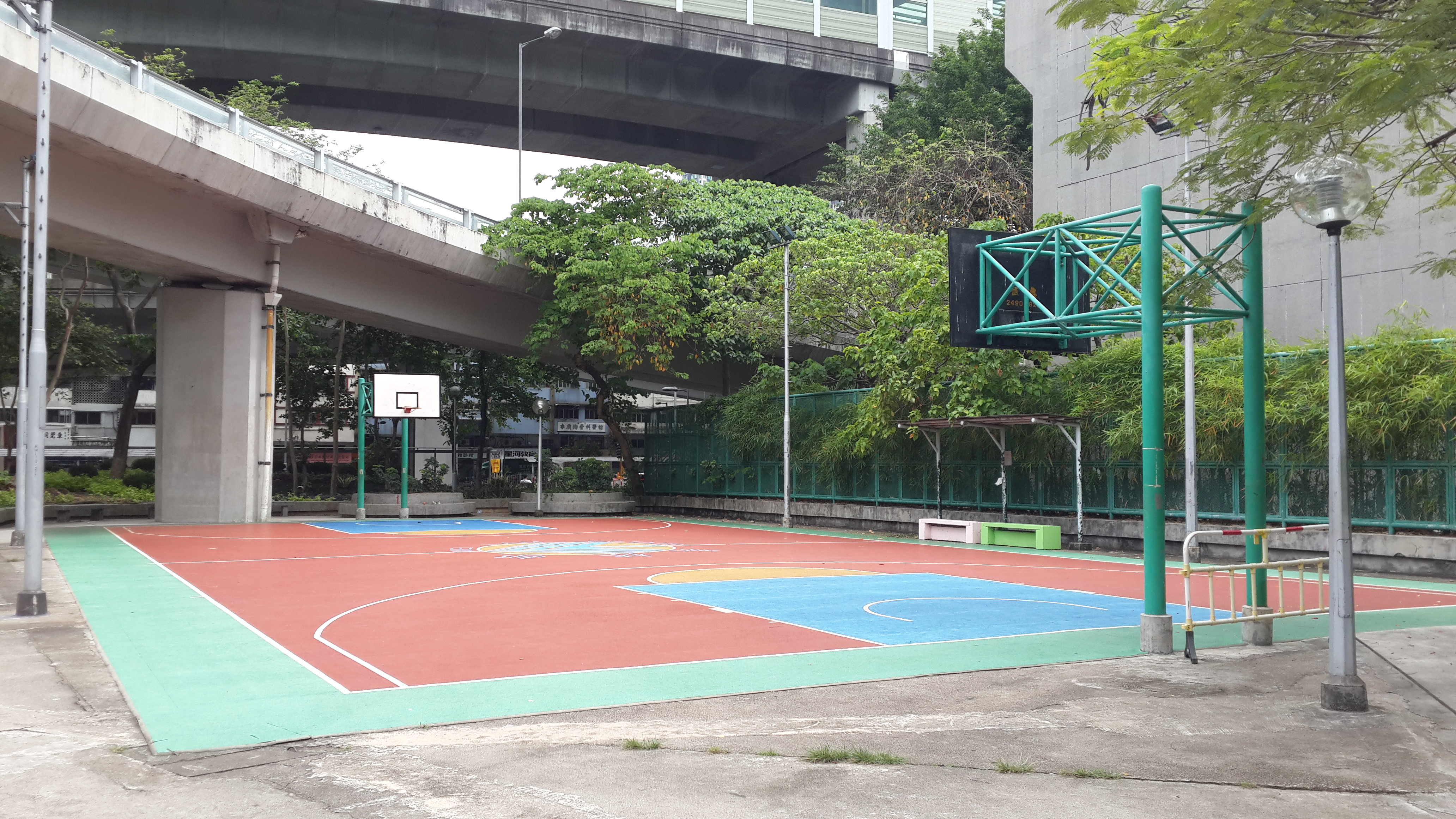
老翁謀殺案發生的籃球場，位於佛教黃允畋中學旁邊(攝於2015年5月)

2015年4月13日，一名73歲男子在沙田美林邨籃球場遇襲，警員到場，發現男子已昏迷，同日晚上證實死亡。到5月2日，警方公佈在美田邨拘捕一名30歲智障男子，並控告他誤殺罪。但事主家屬曾指事主無辜，案發時身在屯門的院舍，不可能到沙田殺人；事主在未有家人的陪同下，被警方扣留及錄取口供，而且逾50小時無法服藥，在5月7日獲無條件釋放後仍飽受驚嚇，不敢返回住所。其家人承受沉重壓力，希望警方還他們一家人的清白。。死者的兒子對警方拉錯人感到失望。。
警方稱此案為嚴重罪案，需要在48小時內決定是否落案，不過警方未確實事主案發當日是否身在屯門院舍，便趕在期限前落案控告事主一項誤殺罪。事隔兩天後，警方才開始翻查院舍閉路電視，證實拉錯人，於是低調撤銷對該名智障人士的控罪。

### 要求警方道歉
事件引起社會討論，網上有逾1700人聯署，要求警方道歉。警方事隔到5月12日才改變態度，早上派出助理警務處長、新界南總區指揮官呂漢國致電電台，首次表示警方會檢討事件，並「祝福」事主家人，唯當時未有道歉，指要待檢討後再作考慮。事態至深夜再有發展，警方於11時32分發稿，強調調查過程中尋求真相，「為事主及其家屬帶來不愉快經歷，警方表示抱歉」。

### 家屬投訴
其後事主家屬向傳媒公開事主在警署錄口供的錄影片段，顯示警方反覆盤問患中度智障及自閉症的事主。錄影口供由胞兄陪同作答，現場有兩名警員，並無律師陪同。片段聲帶中，事主無法作出合邏輯的答案，幾乎全部是警員引導，例如問事主是否記得當日在美林邨推跌死者，事主答「係」，再問「點解唔鍾意佢放狗」，事主只以「佢放狗」作答，並無解釋。唯筆錄口供卻顯示「推咗伯伯落地」、「因為佢放狗」。家屬質疑警方的口供有少少創作成份，下周會向投訴警察課投訴，如無合理回應，他會考慮提出民事訴訟。他促請當局設立包括心理學家、律師及家人組成的獨立小組，檢討及研究向智障人士錄口供的程序，並定期公開調查進度及報告。5月20日，智障男子的二哥歐威豪到灣仔警署向投訴警察課投訴。

## 屈穎妍揶揄智障人士只被警方扣留72小時
5月21日，專欄作家屈穎妍由於早前在《頭條日報》撰文指智障男事件中，指「我們應該慶幸，在小島蒙冤的人，頂多受苦七十二小時」，被嚴重弱智人士家長協會批評為「在傷口上灑鹽」，引起市民聲討，及後她在專欄聲稱寫文章遭「攻訐」及恐嚇，所以停寫《明報》專欄。

## 類似事件
- 希爾斯堡慘劇